# Anilocra dimidiata
Anilocra dimidiata är en kräftdjursart som beskrevs av Pieter Bleeker 1857. Anilocra dimidiata ingår i släktet Anilocra och familjen Cymothoidae. Inga underarter finns listade i Catalogue of Life.